# Очаушка пећина

Очаушка пећина је пећина која се налази на сјеверозападним обронцима планине Очауш, у селу Горњи Очауш, Општина Теслић, Република Српска, БиХ.
Истражена дужина пећине је 512 метара. Удаљена је око 50 км од града Теслића. Улаз се налази на висини 973 мнв, а прилаз до улаза је стрм и прилично тежак, тако да није често посјећена.
Пећина је стручно истраживана и премјеравана неколико пута, али ниједном у потпуности. Прва истраживања вршила је екипа Земаљског музеја из Сарајева још 1971. године.
У периоду од 1983. до 1987. године професор географије из средње школе у Теслићу, Чедомир Црногорац, је у више наврата са ученицима посјећивао пећину и вршио нека од мјерења. 
Прва обимнија мјерења и истраживања је извршило Спелеолошко друштво "Понир" из Бањалуке 1997. и 1998. године.